# Charles Olivier de Penne
Charles Olivier de Penne (Parigi, 11 gennaio 1831 – Bourron-Marlotte, 18 aprile 1897) è stato un pittore francese.
Appartenne alla Scuola di Barbizon.

## Biografia
Charles-Olivier de Penne fu agli inizi un pittore di scene storiche, ma, non appena entrò in contatto con la scuola di Barbizon, passò alla pittura del paesaggio, nella quale riversò la sua passione per gli animali. Divenne così famoso per i suoi quadri di scene di caccia o di paesaggi con animali.
Tentò il grand Prix de Rome nel 1857, ma ottenne solo il secondo premio con l'opera Jésus et la Samaritaine. In seguito espose regolarmente sia al Salon di Parigi, sia a quello degli Artisti Francesi, dove ottenne una medaglia di bronzo nel 1872 e una d'argento nel 1883. Altra medaglia d'argento gli fu assegnata all'Expo 1889.

## Opere principali nei musei
- Le duc d'Orléans, chassant à courre au Bosquet de Sylvie en 1841, Museo Condé[3].
- Hallali du cerf dans l'étang de Sylvie, Museo Condé, Chantilly[3].
- Relais de chiens, Museo della "Vénerie de Senlis"[3].
- Chiens au repos, Museo di belle arti di Rennes[3].
- Chiens courants, Liegi
- Chiens basset, Montréal

## Galleria d'immagini

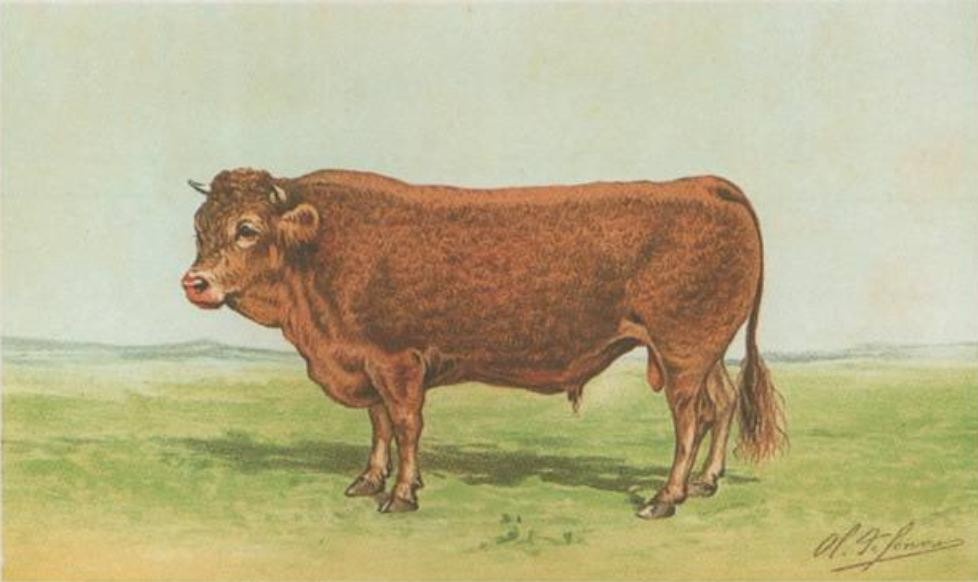
Toro di Limoges. Cromolitografia del 1891.
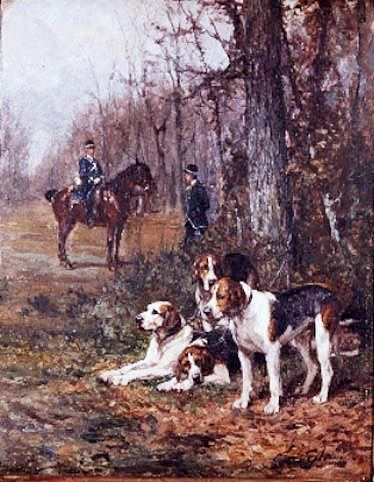
A caccia
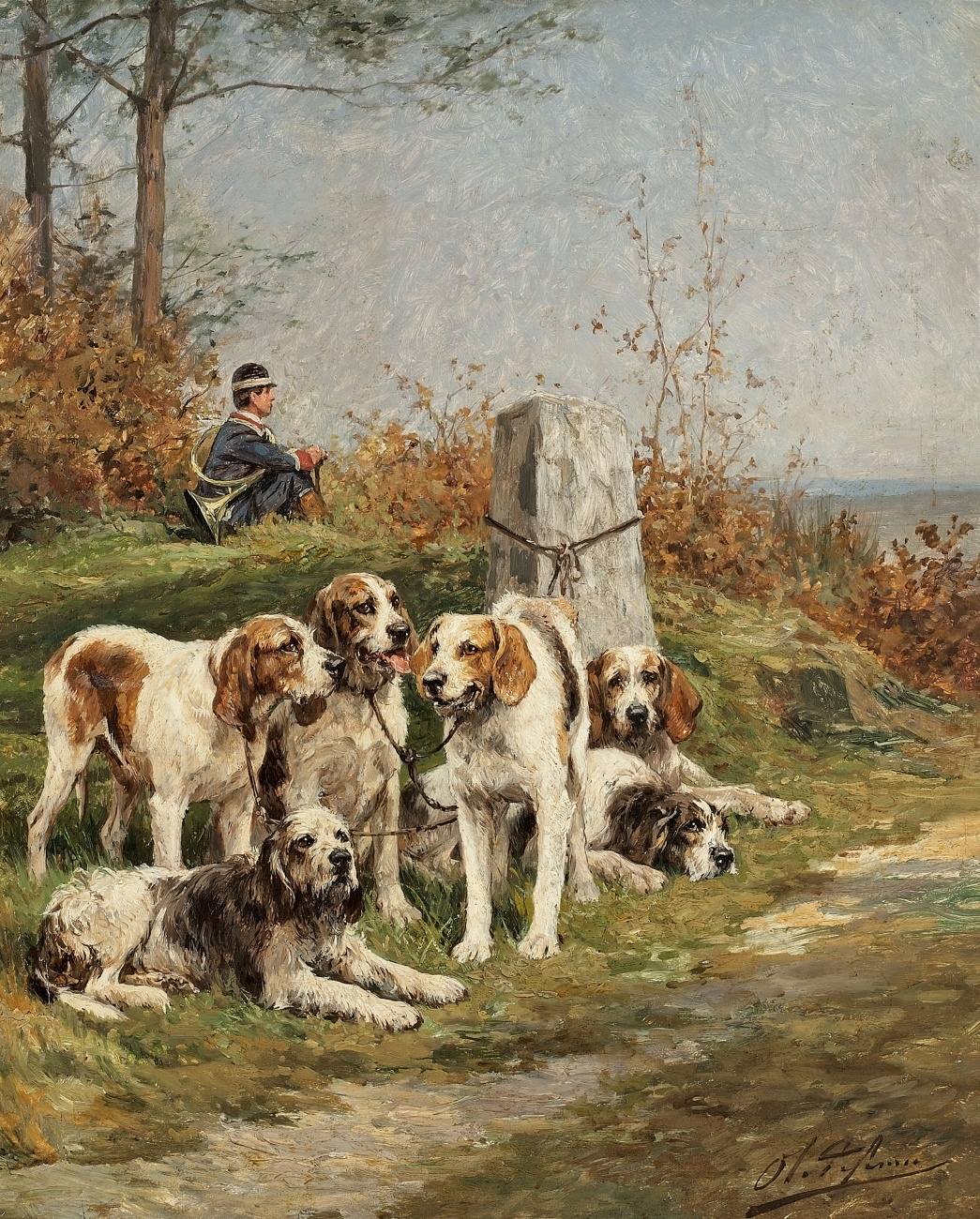
Scene di caccia in estate
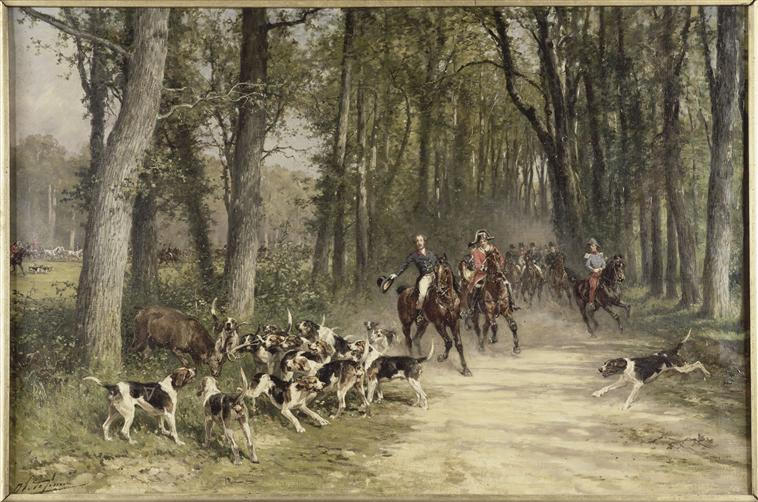
Il duca di Orléans alla caccia d'inseguimento